# Cyclamen libanoticum
Cyclamen libanoticum är en viveväxtart som beskrevs av Friedrich Hermann Gustav Hildebrand. Cyclamen libanoticum ingår i släktet cyklamensläktet, och familjen viveväxter. Inga underarter finns listade i Catalogue of Life.
Arten är endast känd från Libanon. Den växer i kulliga regioner och i bergstrakter mellan 400 och 1400 meter över havet. Cyclamen libanoticum hittas i skogar med ekar som har ett lövskikt och mossa. Grunden är ofta kalksten. Den årliga nederbördsmängden ligger mellan 600 och 950 mm. Växten har mellan februari och april rosa blommor som luktar kryddig. Bladen är 4 till 12 cm långa och lika breda.
Flera exemplar plockas och säljs som prydnadsväxt. Beståndet påverkas även av landskapsförändringar, betande djur och bränder. IUCN listar arten som starkt hotad (EN).

## Bildgalleri

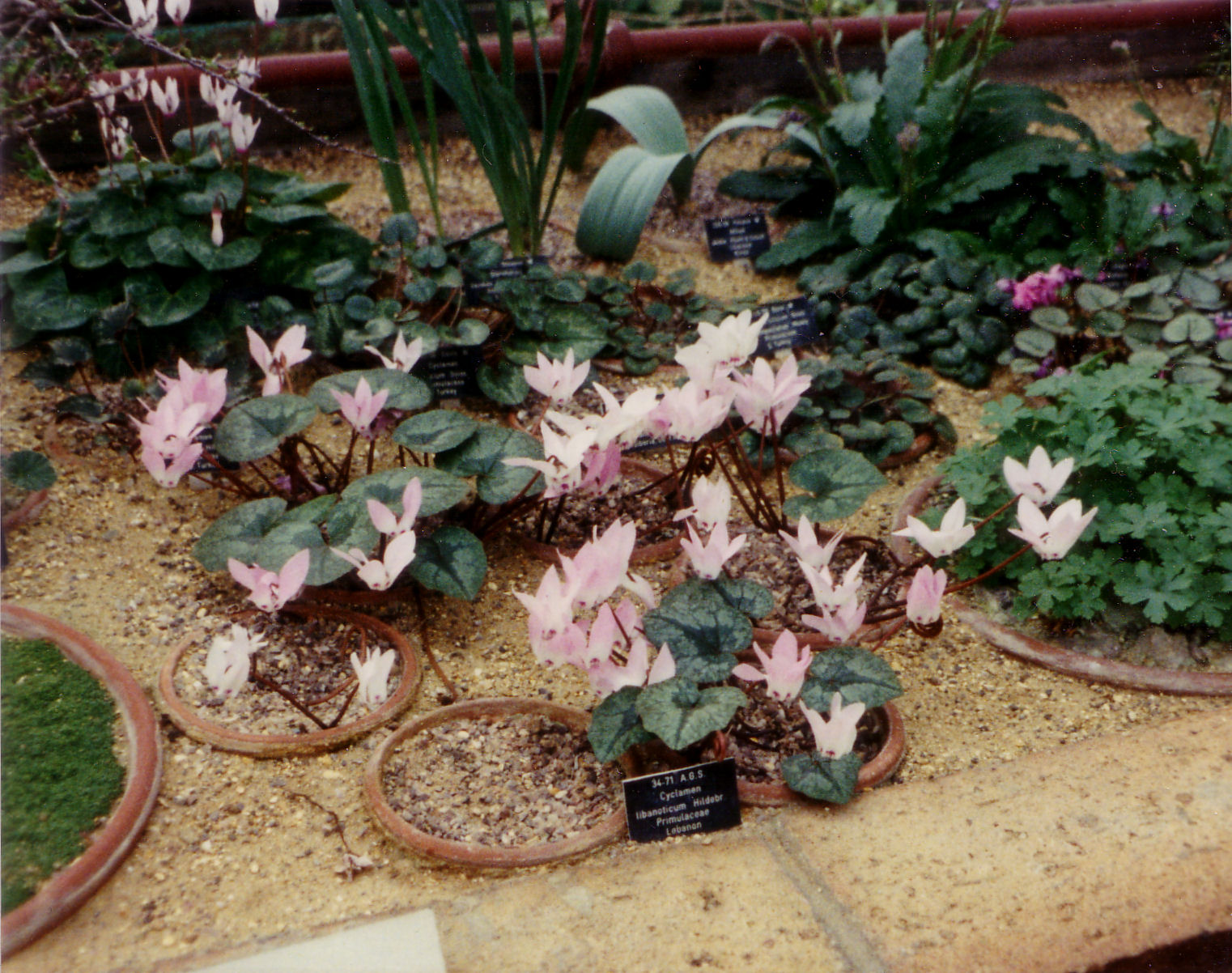
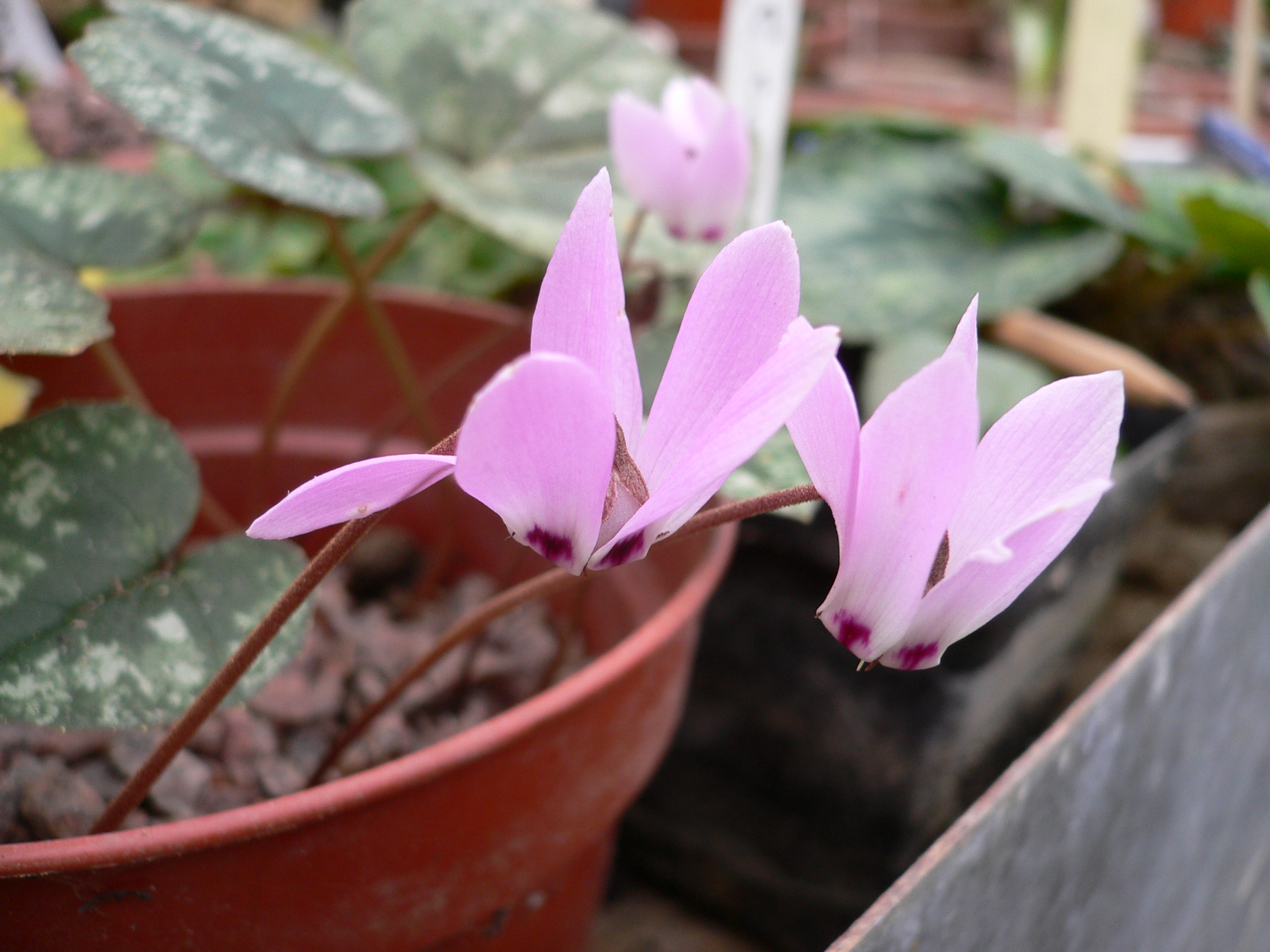
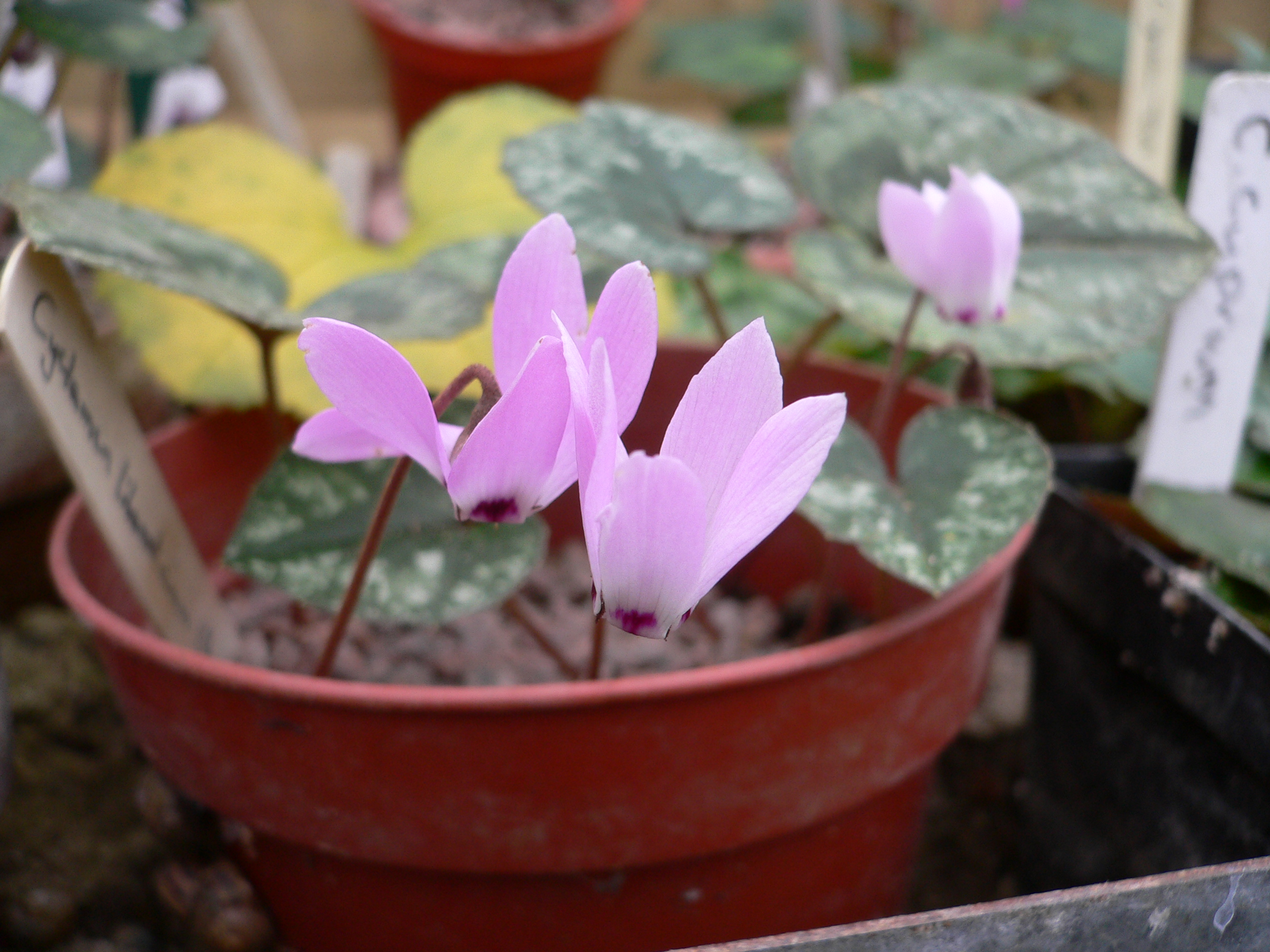
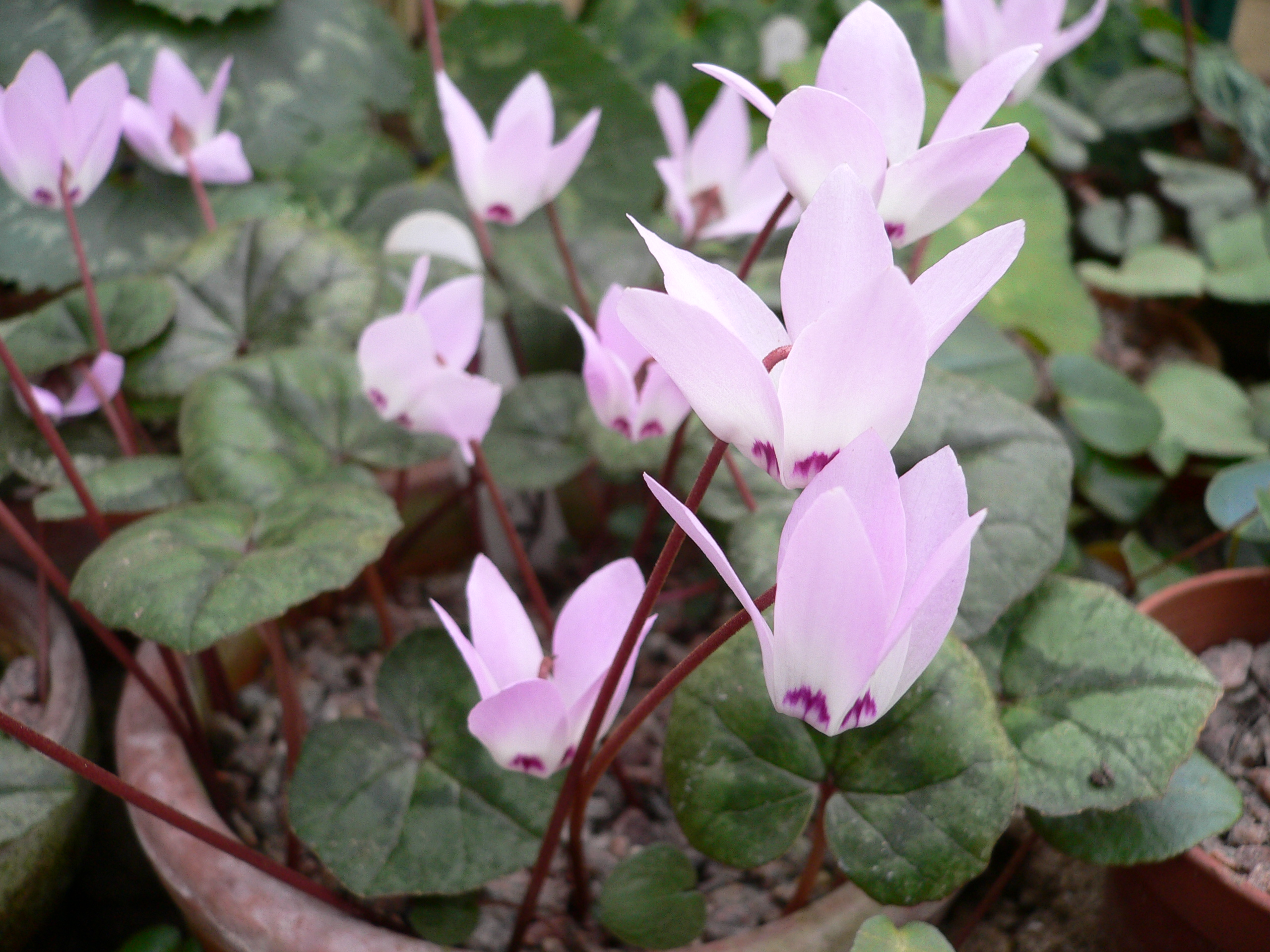